# Megarthrus hutu
Espèce
Megarthrus hutu est une espèce de coléoptères de la famille des Staphylinidae et de la sous-famille des Proteininae.

## Répartition et habitat
Cette espèce est décrite de République démocratique du Congo et du Rwanda.